# 1986 au Brésil
Chronologie du Brésil
- 1982
- 1983
- 1984
- 1985
- 1986
- 1987
- 1988
- 1989
- 1990

Cette page concerne des événements d'actualité qui se sont produits durant l'année 1986 au Brésil.

## Événements
- 28 février : mise en place du plan Cruzado, vaste plan économique qui prévoit le gel des prix de certains produits, la création d'une pension de chômage et la mise en circulation du cruzado brésilien, devise remplaçant le cruzeiro (BRB)[1] ;
- 28 mars : lancement du second satellite de télécommunications du Brésil, le BrasilSat A2, par une fusée Ariane 3 depuis la base de lancement française de Kourou, en Guyane[2] ;
- 29 juillet : le président du Brésil José Sarney et le président argentin Raúl Alfonsín signent un accord de libre échange entre les deux pays, base du futur marché commun du Sud[3].

## Naissances
- 20 janvier : Thiago Pereira, nageur
- 11 mai : Ronny, footballeur
- 2 juillet : Bruninho, joueur de volley-ball
- 3 septembre : Gee Rocha, guitariste de NX Zero

## Décès
- 23 mars : Josué Guimarães, écrivain
- 2 septembre : Otto Glória, entraîneur de football